# サンダンス・キッド

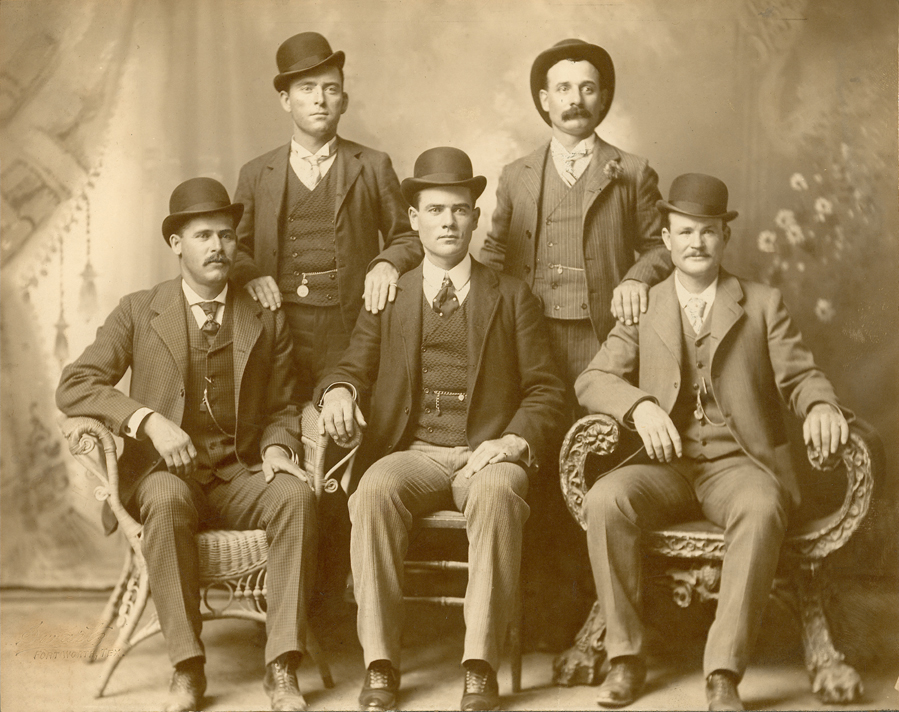
ワイルドバンチの集合写真。この写真は「フォートワース・ファイブ」と呼ばれている。
前列左からサンダンス・キッド、ベン・キルパトリック、ブッチ・キャシディ、後列左からウィリアム・カーヴァー、キッド・カーリー

サンダンス・キッド（The Sundance Kid）ことハリー・アロンゾ・ロングボー（Harry Alonzo Longabaugh、1867年 - 1908年11月7日）は、アメリカ西部開拓時代後期のアウトロー、強盗。
愛称は彼が1887年に馬泥棒の罪で収監された刑務所のあるワイオミング州サンダンスに由来している。ブッチ・キャシディとともに強盗団「ワイルドバンチ」を結成し、アメリカ史上最も長い期間にわたり銀行強盗や列車強盗を働いた。
ワイルドバンチの前身「壁の穴ギャング」の残党ともいわれるが、通説に留まり定かではない。
追いつめられてブッチ・キャシディとともにボリビアまで逃走するも、隠れ家を軍に包囲され、銃撃戦の末に死亡したとされる。死から100年後の2008年、彼とブッチ・キャシディが死亡したボリビアの村、サン・ヴィセンテに当時の手配書や遺骨などを展示する記念館が開館した。
1969年の映画『明日に向って撃て!』の題材にもなっている。

## サンダンス・キッド以前の経歴
ハリー・ロングボーは、ジョサイア・ロングボーとアニー・G・プレースの5子（エルウッド（Ellwood）、サマナ（Samanna）、エマ（Emma）、ハーヴィー（Harvey）およびハリー）の末っ子としてペンシルベニア州モントクレアで生まれた。ロングボーは、大部分イングランドおよびドイツ系であり、一部ウェールズ系でもあった。15歳のとき、いとこのジョージと幌馬車で西に向かい、コロラド州コルテスでジョージの開拓に協力した。この間、近くの牧場で馬の買い付けや繁殖の方法を学んだ。1886年にジョージの元を離れて北に向かい、モンタナ準州のN Bar N牧場で働き始めたが、1886-1887年の厳冬による影響で解雇された。その後ロングボーはブラックヒルズにたどり着いたが、再び働くためにN Bar N牧場へと戻った。

## ギャングとしての経歴
1887年、ロングボーはワイオミング州サンダンスの牧場から銃、馬および鞍を盗んだ。彼は逃げ去ろうとしたが当局に捕えられ、裁判官ウィリアム・L・マギニスによって在監18ヶ月の判決を言い渡された。在監中に「サンダンス・キッド」のあだ名を与えられ、以後これを名乗った。出所後、彼は牧場労働者の仕事に戻った。1891年、25歳のときカナダのアルバータで、当時最大の商業的牧場のひとつバー・ユー・ランチで働いた。一時はカルガリーのグランド・セントラル・ホテルにあるサルーンの経営に参加したが、他の経営者と口論になり再びモンタナへ戻った。N Bar N牧場に再就職すると、モンタナやカナダで家畜泥棒をするようになった。
ロングボーは、1892年に列車強盗、1897年に他の男性5人と共謀した銀行強盗の容疑をかけられた。彼は、この頃からブッチ・キャシディ（ロバート・ルロイ・パーカー）を始めとする強盗団ワイルドバンチと関係するようになった。
ロングボーとキッド・カーリー（ハーヴェイ・ローガン）は、モンタナ州レッドロッジでの銀行強盗を計画し、ワイオミング州コーディのオールド・トレイル・タウンで丸太小屋を隠れ家にしていた。パーカーやロングボーおよびその他のならず者たちは、ワイオミング州北中央部のホール・イン・ザ・ウォールからオールド・トレイル・タウンまで走る、別の幌馬車で会った。その幌馬車は1883年、アレクサンダー・ゲント（Alexander Ghent）によって製作された。
彼らはワイオミング州ケイシーの近くに位置するホール・イン・ザ・ウォールに潜伏しはじめた。そこは周囲区域を全方向見わたす高台に位置したため、ほとんど捕えられる心配のないまま攻撃や退却ができた。しかし、チャーリー・シリンゴ率いるピンカートンの探偵たちは数年間にわたって、彼らギャング団を追い回した。
歴史的にこのギャング団は、強盗の際には脅迫と交渉を用いて暴力行為をとらず、しかしもし捕まると絞首刑になるということで知られていた。しかしそのようなイメージは不正確なものであり、大部分は彼らを「非暴力的」に描くハリウッド映画における描写の影響によるものである。実際には、ローガンによって殺された法執行官5人を含む数人がギャングの構成員によって殺されている。「指名手配・生死に関わらず」の貼り紙が国じゅうに貼られ、拘束または死亡につながる情報について30,000ドルもの報奨金をかけられていた。
パーカーとロングボーは動静が落ち着くのを待ちつつ新たな強盗の拠点を探すため、1901年2月20日にアメリカを離れた。ロングボーは、妻のアン・バセットおよびパーカーとともに英国船ハーミニアス（Herminius）でアルゼンチンのブエノスアイレスにむけて航海した。

## 死亡
ロングボーの死亡に関する諸事実ははっきりしない。
1908年11月3日、ボリビア南部のサン・ヴィセンテという小さい鉱山町の近くで、アラマヨ・フランケ社の銀鉱山の配達員が、ロングボーとパーカーと思われるアメリカ人2人の覆面強盗に襲われた。配達員は会社の賃金総額15,000ボリビア・ペソ相当をラバで運搬中だった。それから山賊たちはサン・ヴィセンテに進み、そこでボニファシオ・カサソラ（Bonifacio Casasola）という地元の鉱山労働者が所有する小さな下宿屋を利用した。
山賊が所有していたラバにはアラマヨ鉱山の採鉱会社のマークが付いていたため、カサソラは外国人の山賊2人を疑った。カサソラは家を出て近くの電信吏に連絡し、事情は近くに駐屯する小さなボリビア陸軍騎兵部隊「アバロア連隊」へと取り次がれた。部隊は、サン・ヴィセンテにフスタ・コンチャ（Justa Concha）大尉が率いる兵3人を派遣し、そこで彼らは地元当局に通報した。11月6日の晩、下宿屋はアバロア連隊からの兵3人と地元市長、その職員たちによって取り巻かれた。
山賊2人が留まっている家屋に兵2人が近づくと、山賊たちが射撃を始めて兵のうち1人を殺し、もう1人を負傷させた。それから拳銃での撃ち合いが続いた。午前2時ごろ、発砲の休止中に警官隊と兵たちは家屋から1人の男性の悲鳴があがったのを聞いた。まもなく1発の銃声が家屋から聞こえ、悲鳴がやんだ。数分後、もう1発の銃声が聞こえた。
地元の人々が場所の周囲を包囲していたため膠着状態が翌朝まで続いたが、彼らが中に入ると、両腕、両脚に多数の銃創を負った遺体2体を見つけた。一方には前額に銃傷が、もう一方にはこめかみに弾痕があった。地元警察が遺体の位置から判断した推測によると、一方が致命傷を負った相方を楽にするために撃ち、その直後に最後の弾丸で自殺したとされる。
トゥピサ警察の捜査によって、山賊はアラマヨの賃金強盗であると特定された。しかしボリビア当局は彼らの本当の名前を確認できず、身元を明確に特定することはできなかった。これらの遺体は小さなサン・ヴィセンテの共同墓地に埋葬され、そこでは彼らはグスタフ・ツィマー（Gustav Zimmer）というドイツ人鉱山労働者の墓の近くに埋葬された。彼らの墓を見つけようという試みがなされてきたが、1991年にアメリカの法医学人類学者クライド・スノーによって行われた調査でも、パーカーとロングボーの生存する親戚と合致するDNAを持つ遺骨は発見されなかった。この不確定性が、1人または両者が生き延びて合衆国に帰ったという主張につながる。
ある主張によると、ロングボーはウィリアム・ヘンリー・ロング（William Henry Long）という名前でユタ州の小さな町ドゥーシェインに暮らしたという。このロングは1936年に死亡し、町の共同墓地に葬られた。彼の遺物は2008年12月に発掘され、彼がハリー・ロングボーであるか否かDNA鑑定が行われた。しかし人類学者のジョン・マカルー（John McCullough）によればロングボーの遠縁から得たDNAとは一致せず、結果はウィリアム・ロング説を支持しなかった。

## 射撃
ロングボーはすばやく銃を取り扱うと噂され、しばしば「銃使い（gunfighter）」と呼ばれた。しかし、彼とパーカーが亡くなるボリビアでの銃撃戦より前には、誰一人として殺していなかったことは知られていない。ロングボーが実際に参加した銃撃戦としては、ジョージ・カーリー率いるギャングをワイオミング州ホール・イン・ザ・ウォールの隠れ家まで追跡する法執行官らとの撃ち合いが知られている。このとき法執行官2人を負傷させたと考えられているが、それ以外に彼が参加した銃撃戦の例は実証されていない。これについて、ギャングの称号「キッド」（Kid）で有名なもうひとりの無法者キッド・カーリー（ハーヴェイ・ローガン）が多くの人を殺しており、多くの記事が「ザ・キッド」（the Kid）に言及しているために「サンダンス・キッド」と「キッド・カーリー」が混同されている可能性がある。

## 別名
- サンダンス・キッド（The Sundance Kid）
- フランク・スミス（Frank Smith）
- H・A・ブラウン（H.A. Brown）
- ハリー・A・プレース（Harry A. Place） （彼の母の処女名はアニー・プレース（Annie Place）であった）
- ハリー・ロング（Harry Long）

## 大衆文化

### 映画
- 映画『シャイアン（英語版）』（1947年）でアーサー・ケネディによって演じられた[18]。
- 映画『ブラックストーンの決闘（英語版）』（1948年）でロバート・ライアンによって演じられた[19]。しかし、ロングボーによる冷血な複数の殺害が描かれている点や、作品の最後での彼の死のシーンなど多くの点について不正確である。
- 映画『ザ・テキサス・レンジャーズ（英語版）』（1951年）でイアン・マクドナルド（英語版）によって演じられた[20]。このフィクションでは、実在のギャングであるサム・バス、ジョン・ウェズリー・ハーディン、ブッチ・キャシディ、デイヴ・ラダボー（英語版）と彼のギャング団が結成され、そして彼らを裁くためにテキサス・レンジャーのジョン・B・ジョーンズ（英語版）が集めた2人の囚人との対決が起こる。
- B級映画『ザ・スリー・アウトローズ（英語版）』（1956年）でアラン・ヘイル・Jrによって演じられ、ブッチ・キャシディ役はネヴィル・ブランドであった[21]。
- 映画『烙印なき男』（1956年）でスコット・ブレイディによって演じられた[22]。
- 映画『明日に向って撃て!』（1969年）でロバート・レッドフォードによって演じられた[23]。レッドフォードはサンダンス・キッドにちなんでサンダンス映画祭を命名した[24]。
- テレビ映画『ミセス・サンダンス』（1974年、監督：マーヴィン・J・チョムスキー（英語版））では、逃亡生活中ロングボーと交際していたエッタ・プレースをエリザベス・モンゴメリーが演じた[25]。
- 映画『新・明日に向って撃て!』（1979年）でウィリアム・カットがサンダンス・キッドを、トム・ベレンジャーがブッチを演じた[26]。
- 映画『誘拐犯』（2000年）で、ベニチオ・デル・トロの役はミスタ・ロングボーと呼ばれ、ライアン・フィリップの役はブッチ・キャシディにちなんでミスタ・パーカーと呼ばれる[27]。
- テレビ映画『ブッチ&サンダンス/伝説のアウトロー（英語版）』（2004年）で、ライアン・ブラウニングがサンダンスを、デヴィッド・クレイトン・ロジャーズ（英語版）がブッチを、レイチェル・レフィブレがエッタ・プレースを演じた[28]。
- 映画『ブッチ・キャシディ -最後のガンマン-』（2011年）でポードリック・ディレイニー（英語版）によって演じられた[29]。

### 音楽
- スウェーデンのロック・バンド、ケントはアルバム『Vapen & Ammunition』で「Sundance Kid」という歌をリリースした。
- カナダのサム・ロバーツ（英語版）はアルバム『Love at the End of the World』で「Sundance」という歌をリリースした。
- イングランドのバンドのアークティック・モンキーズは、アルバム『Suck It And See』の曲「Black Treacle」（糖蜜）をリリースしたが、そのなかでアレックス・ターナーは「I feel like the Sundance Kid behind a synthesiser」（シンセサイザーのかげにサンダンス・キッドがいるような気がする）と歌う。

### その他
- 2002年、ザ・シンプソンズのハロウィーン・スペシャル『Treehouse of Horror XIII』で、サンダンス・キッドは、ビリー・ザ・キッド、フランク・ジェームズ、その兄弟ジェシー・ジェームズ、ドイツ皇帝ヴィルヘルム2世とともに、地面の穴ギャング団である。彼はコミック・ブック・ガイにブッチ・キャシディはどうしたかと訊かれて、「ain't joined at the hip」（おれたちゃ切っても切れない仲さ）と答える。
- 日本の漫画およびテレビアニメ『ドリフターズ』では、異世界に漂着した設定でブッチ・キャシディとともに主要人物の1人として登場した。
- ゲーム『Call of Juarez: Gunslinger（英語版）』（2013年）の敵キャラクターになっている[30]。
- 小説『サンダンス』（2014年、デイビッド・フラー著）の主要人物になっている[31]。